# Löparbana

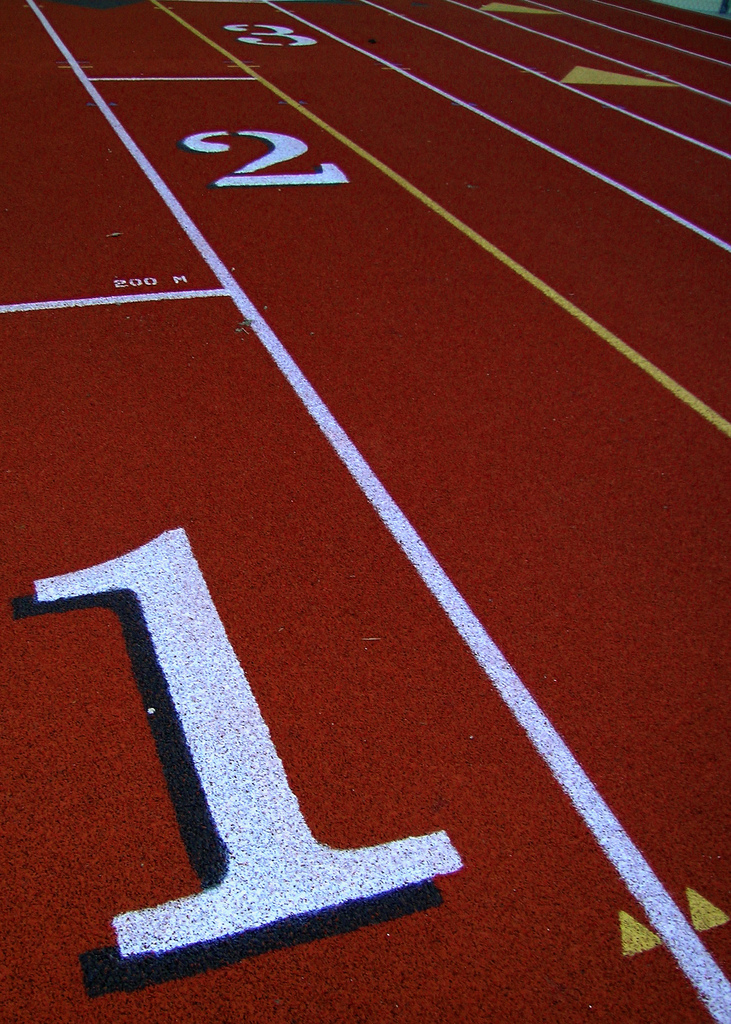
Löparbana

Löparbana är en för löpning avsedd bana på en idrottsplats.
Den är normalt 400 m lång, och oval, med två raksträckor och två 180-graderskurvor. Det förekommer också mindre banor, som till exempel är 320 m långa. I inomhushallar brukar de vara 200 m långa.
Längden på 400 m mäts 30 cm utanför sargen om sådan finns, saknas sarg mäts sträckan längs en tänkt löplinje 20 cm utanför den vita linjen. Det är ungefär på detta avstånd (medel av höger och vänster fot) man i praktiken springer som närmast. Löparbanor för utomhusbruk är ofta tillverkade i någon form av allvädersmaterial till exempel tartan.

## Enskilda banor
En löparbana är uppmålad i ett antal parallella enskilda banor, normalt 6 eller 8 stycken. Varje enskild bana är enligt officiell rekommendation 1,22 meter breda. Varje bana är då 7,67 m längre än den innanför, vilket kompenseras genom att man startar längre fram. Man får inte trampa på linjen på insidan av sin egen bana, på linjen utanför går dock bra, om man inte stör eller hindrar annan tävlande.
De enskilda banorna används bara vid lopp upp till ett varv, eller i den första kurvan vid längre lopp. I övrigt springer man på valfri bana, men helst längst in.

## Galleri

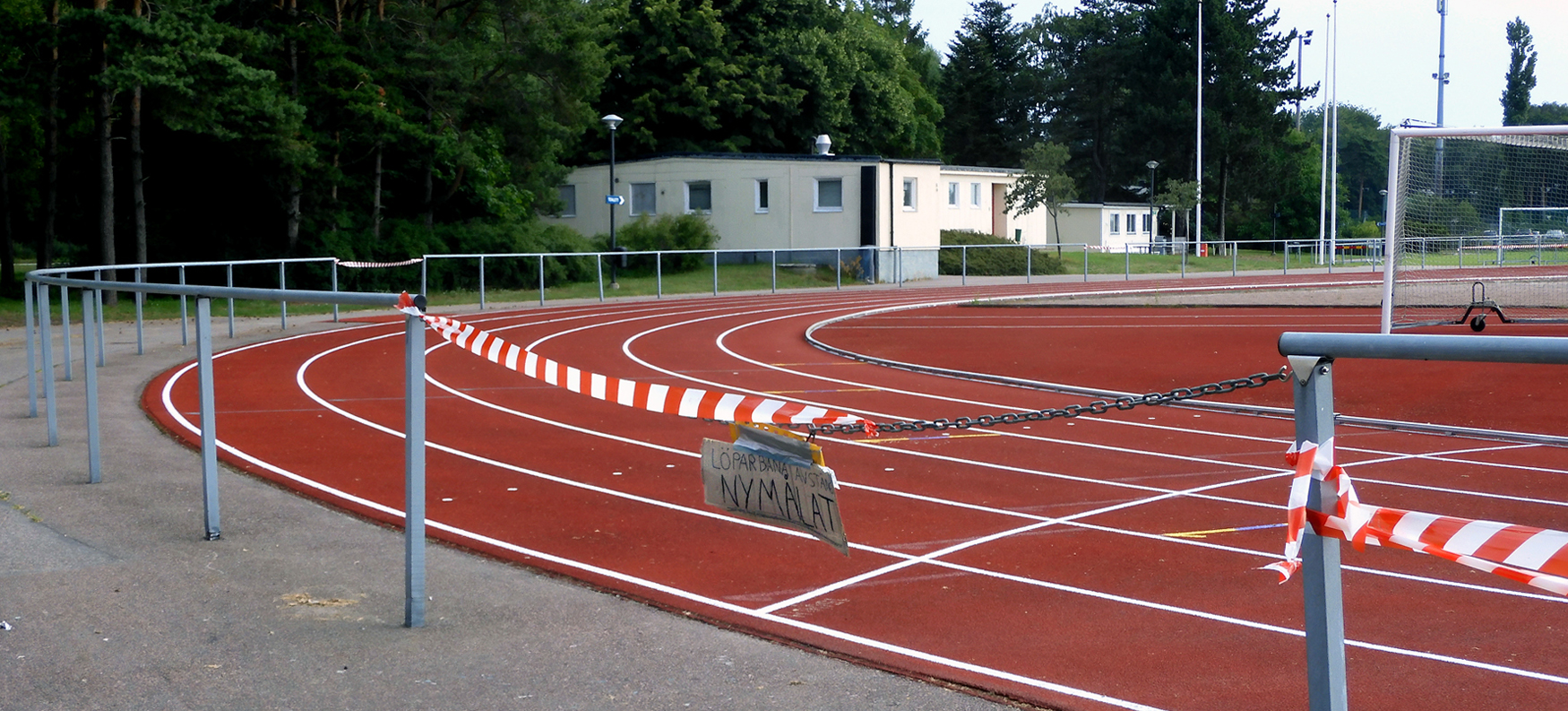
Nymålade linjer på löparbanan på idrottsplatsen i Ystad 2021.
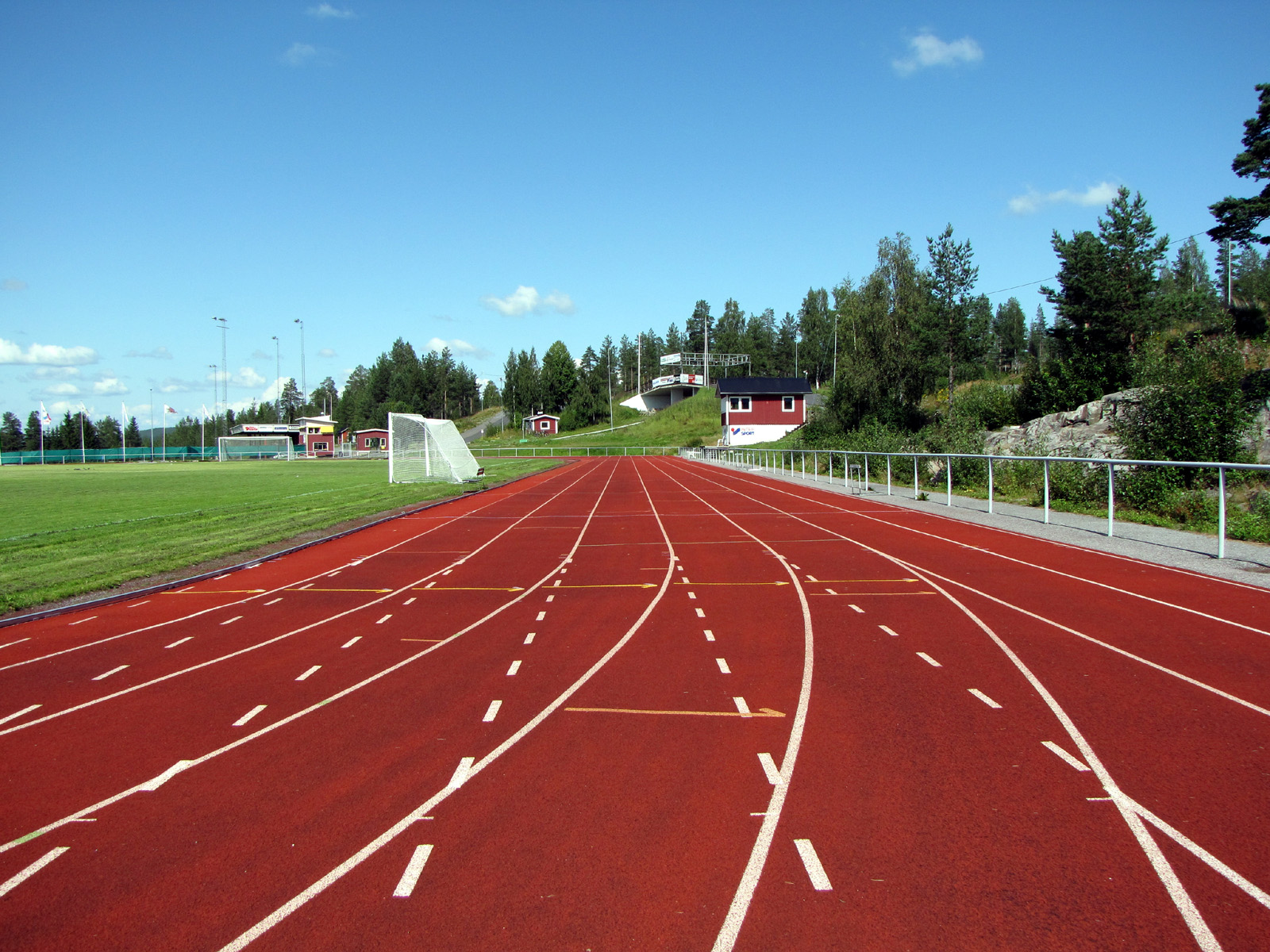
Löparbanan på Örnsköldsviks Idrottsplats.
Typisk idrottsplats med löparbanor runtom